# Tom Liebscher
Tom Liebscher (Dresden, 3 augustus 1993) is een Duits kanovaarder.
Liebscher won tijdens de Olympische Zomerspelen 2016 de gouden medaille in de K-4 1000m.

## Belangrijkste resultaten

### Olympische Zomerspelen
| Editie | Plaats         | Resultaten             |
| ------ | -------------- | ---------------------- |
| 2016   | Rio de Janeiro | K-4 1000m 5e K-2 200 m |
| 2020   | Tokio          | K-4 500m               |

### Wereldkampioenschappen vlakwater
| Jaar | Plaats           | Resultaten           |
| ---- | ---------------- | -------------------- |
| 2013 | Duisburg         | K-1 500m             |
| 2014 | Moskou           | K-2 200m             |
| 2015 | Milaan           | K-1 500m             |
| 2017 | Račice           | K-1 1000m · K-4 500m |
| 2018 | Montemor-o-Velho | K-4 500 m · K-1 500m |
| 2019 | Szeged           | K-4 500 m            |

1964: Anatoli Grisjin & Vjatsjeslav Ionov & Vladimir Morozov & Nikolai Tsjoezjikov ·
1968: Steinar Amundsen & Tore Berger & Jan Johansen & Egil Søby ·
1972: Valeri Didenko & Joeri Filatov & Vladimir Morozov & Joeri Stetsenko ·
1976: Aleksandr Degtjarev & Joeri Filatov & Vladimir Morozov & Sergej Tsjoechrai ·
1980: Bernd Duvigneau & Rüdiger Helm & Harald Marg & Bernd Olbricht ·
1984: Grant Bramwell & Ian Ferguson & Paul MacDonald & Alan Thompson ·
1988: Attila Ábrahám & Ferenc Csipes & Zsolt Gyulay & Sándor Hódosi ·
1992: Mario von Appen & Oliver Kegel & Thomas Reineck & André Wohllebe ·
1996: Detlef Hofmann & Thomas Reineck & Olaf Winter & Mark Zabel ·
2000: Gábor Horváth & Zoltán Kammerer & Botond Storcz & Ákos Vereckei ·
2004: Gábor Horváth & Zoltán Kammerer & Botond Storcz & Ákos Vereckei ·
2008: Abalmasaw & Litvintsjoek & Machnew & Pjatroesjenka ·
2012: Jacob Clear & Dave Smith & Tate Smith & Murray Stewart ·
2016: Marcus Groß & Max Hoff & Tom Liebscher & Max Rendschmidt
2020: Max Rendschmidt & Ronald Rauhe & Tom Liebscher & Max Lemke ·
2020: Max Rendschmidt & Max Lemke & Jacob Schopf & Tom Liebscher